# RFU Championship
Rugby Football Union Championship o RFU Championship è il campionato inglese di secondo livello di rugby a 15.
Dilettantistica fino al 2009, da tale anno essa è professionistica ed è passata da 16 a 12 squadre.
Fu istituito nel 1987 insieme a tutto il sistema di lega, con il nome di National Division Two; il livello immediatamente superiore, la National Division One, è attualmente noto come Premiership Rugby.

## Struttura della competizione

### Formato
La stagione di campionato si svolge di norma tra settembre e maggio in concomitanza con la Premiership. Il metodo di svolgimento è quello del girone all'italiana di andata e ritorno. Ogni squadra disputa quindi 22 incontri, e la classifica è data dalla somma dei punti totalizzati per ogni incontro.
Il meccanismo di punteggio previsto per ogni incontro è il seguente:
- 4 punti per la vittoria;
- 2 punti per il pareggio;
- 1 punto di bonus per la sconfitta con uno scarto pari o inferiore a 7 punti;
- 1 punto di bonus per la squadra che segna almeno 4 mete in un incontro.

Al termine della stagione, la squadra che totalizza più punti è promossa in Guinness Premiership; le ultime due classificate retrocedono in National Division Two.

### Qualificazione alle competizioni europee
La squadra vincitrice della RFU Championship guadagna il diritto di partecipare all'European Challenge Cup della stagione successiva.

## Risultati
| Informazioni | Informazioni                         | Informazioni | Inizio stagione                                        | Inizio stagione                                  | Fine stagione                                 | Fine stagione                                                                |
| Stagione     | Nome                                 | Squadre      | Retrocessa dalla Premiership                           | Promossa dalla serie inferiore                   | Promossa in Premiership                       | Retrocessa nella serie inferiore                                             |
| ------------ | ------------------------------------ | ------------ | ------------------------------------------------------ | ------------------------------------------------ | --------------------------------------------- | ---------------------------------------------------------------------------- |
| 1987–88      | Courage League National Division Two | 12           | -                                                      | -                                                | - Rosslyn Park - Liverpool St Helens          | nessuna                                                                      |
| 1988–89      | Courage League National Division Two | 12           | - Coventry - Sale Sharks                               | nessuna                                          | - Saracens - Bedford                          | - London Scottish - London Welsh                                             |
| 1989–90      | Courage League National Division Two | 12           | - Liverpool St Helens - Waterloo                       | - Lions - Plymouth                               | - Northampton - Liverpool St Helens           | nessuna                                                                      |
| 1990–91      | Courage League National Division Two | 13           | Bedford                                                | - Wakefield - London Scottish                    | - Lions - London Irish                        | - Richmond - Headingley                                                      |
| 1991–92      | Courage League National Division Two | 13           | - Moseley - Liverpool St Helens                        | - West Hartlepool - Morley                       | - London Scottish - West Hartlepool           | - Plymouth - Liverpool St Helens                                             |
| 1992–93      | Courage League National Division Two | 13           | - Nottingham - Rosslyn Park                            | - Fylde - Richmond                               | Newcastle Gosforth                            | - Bedford - Rosslyn Park - Richmond - Blackheath - Coventry - Fylde - Morley |
| 1993–94      | Courage League National Division Two | 10           | - London Scottish - Saracens - West Hartlepool - Lions | Otley                                            | - Sale Sharks - West Hartlepool               | - Lions - Otley                                                              |
| 1994–95      | Courage League National Division Two | 10           | - London Irish - Newcastle                             | - Coventry - Fylde                               | Saracens                                      | - Fylde - Coventry                                                           |
| 1995–96      | Courage League National Division Two | 10           | Northampton                                            | - Bedford - Blackheath                           | - Northampton - London Irish                  | nessuna                                                                      |
| 1996–97      | Courage League National Division Two | 12           | nessuna                                                | - Coventry - Lions - Rotherham - Richmond        | - Richmond - Newcastle                        | - Lions - Nottingham                                                         |
| 1997–98      | Allied Dunbar Premiership Two        | 12           | - Orrell - West Hartlepool                             | - Exeter - Fylde                                 | - Bedford - West Hartlepool - London Scottish | nessuna                                                                      |
| 1998–99      | Allied Dunbar Premiership Two        | 14           | Bristol                                                | - London Welsh - Lions - Leeds Tykes - Worcester | Bristol                                       | - Fylde - Blackheath                                                         |
| 1999–00      | Allied Dunbar Premership Two         | 14           | West Hartlepool                                        | - Henley - Manchester                            | Rotherham                                     | - West Hartlepool - Lions                                                    |
| 2000–01      | National Division One                | 14           | Bedford                                                | - Otley - Birmingham-Solihull                    | Leeds Tykes                                   | - Orrell - Waterloo                                                          |
| 2001–02      | National Division One                | 14           | Rotherham                                              | - Bracknell - Lions                              | nessuna                                       | - Henley - Bracknell                                                         |
| 2002–03      | National Division One                | 14           | nessuna                                                | - Plymouth - Orrell                              | Rotherham                                     | - Lions - Moseley                                                            |
| 2003–04      | National Division One                | 14           | Bristol                                                | - Henley - Penzance & Newlyn                     | Worcester                                     | - Wakefield - Manchester                                                     |
| 2004–05      | National Division One                | 14           | Rotherham                                              | - Nottingham - Sedgley Park                      | Bristol                                       | - Orrell - Henley                                                            |
| 2005–06      | National Division One                | 14           | Harlequins                                             | - Doncaster - Newbury                            | Harlequins                                    | nessuna                                                                      |
| 2006–07      | National Division One                | 16           | Leeds Tykes                                            | - Moseley - Waterloo                             | Leeds Tykes                                   | - Waterloo - Otley                                                           |
| 2007–08      | National Division One                | 16           | Northampton                                            | - Esher - Cornish All Blacks                     | Northampton                                   | - Pertemps Bees - Cornish All Blacks                                         |
| 2008–09      | National Division One                | 16           | Leeds Carnegie                                         | - Otley - Manchester                             | Leeds Carnegie                                | - Esher - Newbury - Sedgley Park - Otley - Manchester                        |
| 2009–10      | RFU Championship                     | 12           | Bristol                                                | Birmingham and Solihull                          | Exeter                                        | Coventry                                                                     |
| 2010–11      | RFU Championship                     | 12           | Worcester                                              | Esher                                            | Worcester                                     | Birmingham and Solihull                                                      |
| 2011–12      | RFU Championship                     | 12           | Leeds Carnegie                                         | London Scottish                                  | London Welsh                                  | Esher                                                                        |
| 2012-13      | RFU Championship                     | 12           | Newcastle                                              | Jersey Reds                                      | Newcastle                                     | Doncaster                                                                    |
| 2013-14      | RFU Championship                     | 12           | London Welsh                                           | Ealing                                           | London Welsh                                  | Ealing                                                                       |
| 2014-15      | RFU Championship                     | 12           | Worcester                                              | Doncaster                                        | Worcester                                     | Plymouth                                                                     |
| 2015-16      | RFU Championship                     | 12           | London Welsh                                           | Ealing                                           | Bristol - Moseley                             |                                                                              |
| 2016-17      | RFU Championship                     | 12           | London Irish                                           | Richmond                                         | London Irish                                  | nessuna                                                                      |
| 2017-18      | RFU Championship                     | 12           | Bristol                                                | Hartpury College                                 | Bristol                                       | Rotherham                                                                    |
| 2018-19      | RFU Championship                     | 12           | London Irish                                           | Coventry                                         | London Irish                                  | Richmond                                                                     |
| 2019-20      | RFU Championship                     | 12           | Newcastle                                              | Ampthill                                         | Newcastle                                     | Yorkshire Carnegie                                                           |
| 2020-21      | RFU Championship                     | 12           | Saracens                                               | Richmond                                         |                                               |                                                                              |
| 2021-2022    | RFU Championship                     | 11           | Newcastle Falcons                                      | Chinnor                                          | Ealing Trailfinders                           |                                                                              |
| 2022-2023    | RFU Championship                     | 12           |                                                        |                                                  |                                               |                                                                              |